# Dichroman sodný
Dichroman sodný je anorganická sloučenina se vzorcem Na2Cr2O7. Obvykle se tato sůl používá v podobě dihydrátu Na2Cr2O7·2H2O. Prakticky všechna chromová ruda se zpracovává konverzí na dichroman sodný. Takto se ročně vyprodukuje mnoho tisíc tun dichromanu sodného. Z hlediska reaktivity a vzhledu jsou dichroman sodný a draselný velmi podobné. Sodná sůl je však zhruba dvacetkrát rozpustnější ve vodě než sůl draselná, taktéž její ekvivalentní hmotnost je nižší, což je často žádoucí.

## Bezpečnost
Podobně jako jiné sloučeniny s šestimocným chromem, je i dichroman sodný považován za nebezpečný (je klasifikován jako vysoce toxický). Je též známým karcinogenem.